# گلدفیلد (کلرادو)
گلدفیلد (به انگلیسی: Goldfield) یک منطقهٔ مسکونی در ایالات متحده آمریکا است که در کلرادو واقع شده‌است. گلدفیلد ۴۹ نفر جمعیت دارد.